# Condemned 2: Bloodshot
Condemned 2: Bloodshot es un videojuego de terror desarrollado por Monolith Productions y publicado por Sega para Xbox 360 y PlayStation 3. Es la secuela del videojuego Condemned: Criminal Origins publicado en 2005. Fue lanzado el 11 de marzo de 2008 en Norteamérica y el 4 de abril de ese mismo año en Europa.

## Argumento
El juego comienza 11 meses después de la primera entrega, en la cual Ethan Thomas supuestamente había matado al asesino SKX (Serial Killer X o Asesino en serie X). Momento en el que Ethan Thomas abandona la policía y se convierte en un vagabundo alcohólico.
El juego comienza con el asesinato de un antiguo conocido de Ethan, Malcom Vanhorn, quien le dejó un mensaje antes de morir. Mientras tanto, Ethan está en un bar bebiendo hasta emborracharse sin embargo comienza a sufrir alucinaciones derivadas al alcoholismo pero es provocado por un agitador al cual termina golpeando brutalmente en un arranque de ira y más tarde es hechado del bar. Luego, sale del local y es atacado por este mismo agitador junto con otros vándalos, quedando inconsciente por los golpes. Despierta y da lugar a una lucha por sobrevivir en las calles, repletas de apariciones de su antiguo amigo y unos extraños monstruos bañados en una sustancia negra parecida al petróleo. Al final, encuentra a su amigo clavado en la pared y el agitador del principio lo golpea. Despierta en el callejón del principio, para darse cuenta de que todo fue una alucinación y el agitador es ahuyentado por la policía. Además, es reclutado por Rosa y Dorland.
En contra de su voluntad, y con el desprecio de Dorland, van a una misión junto con otro policía en busca de 2 cuerpos en un edificio casi abandonado, uno de los cuerpos es de Vanhorn y se presume que hay otro cadáver. El equipo se separa y Ethan encuentra el cuerpo de un policía, sigue el rastro de sangre a otro piso del edificio, para dar finalmente con el cuerpo de su amigo.
Al intentar escapar, Dorland le dispara a un conducto eléctrico y dejan atrás a Ethan, así que ahora lo que hay que hacer primero es escapar de los disturbios y el caos de una guerra callejera. Llega a una terrorífica fábrica de muñecos, en la cual todos los juguetes tienen aspecto diabólico y además explotan. Al intentar salir se encuentra con una Muñeca Humana que intenta matarlo, al principio cuerpo a cuerpo, y luego arrojando muñecos. Por si fuera poco, la fábrica se incendia lentamente y hay que conseguir una máscara antigás para poder respirar a pesar del humo. Al final, se enfrenta a la Muñeca Humana y la mata.
Una vez fuera, regresa a la SCU (algo así como el centro de investigación). Él y Rosa están analizando el cadáver de su antiguo amigo y Ethan entra en una máquina para tomar unas radiografías, pero cuando sale el edificio entero está abandonado. Recorre el edificio y se encuentra con escalofriantes apariciones y visiones. Se encuentra con un policía y juntos tratan de salir del edificio, pero son atacados por los monstruos con la sustancia negra. Despierta de nuevo en la máquina y al parecer estaba alucinando. Después de esto, se reúne con el comisario a cargo de la investigación y discuten sobre lo que pasó en la misión anterior, y él solo dice que intenta protegerlo. Son interrumpidos por Dorland avisando que hubo otro asesinato.
Han decapitado a la alcaldesa y su cuerpo está en el museo, a excepción de la cabeza, que ha desaparecido. Al parecer el responsable fue el sobrino de Malcom Vanhorn, nada menos que SKX. Cuando investiga en el museo, entran ladrones a robar y causan varios disturbios, en los que nos vemos involucrados. En ese momento los vándalos se visten con armaduras y le atacan violentamente, aunque no queda claro si era otra alucinación o no.
Rosa encuentra en el cadáver de Vanhorn, en su suela guano de un cuervo en peligro de extinción de Black Lake, lo llevan a investigar a Black Lake, al norte del país, pero su avión se estrella en extrañas circunstancias. En el bosque encuentra un brazo humano con saliva animal. Una vez en el refugio, es atacado por un oso con rabia, sin embargo consigue eliminarlo y queda inconsciente. Cuando despierta, descubre que el ataque del oso ha sido producto de su imaginación.
Las pistas le llevan a la biblioteca, pero encuentra cargas explosivas que hay que detonar. Después de lidiar con esto y con otros policías armados, entra en la biblioteca y encuentra un mensaje de su amigo diciendo algo sobre la organización Oro y que hay que detenerla. Es atrincherado por un ejército de policías, pero es salvado por el compañero de Dorland, que desertó de él. También le contó que habían capturado a SKX.
Al intentar obtener respuestas de SKX, este escapa y Ethan tiene que capturarlo en lo que parece su base de operaciones en una bolera junto a una escuela abandonada. Encuentra la cabeza de la alcaldesa y el lugar donde SKX tortura y experimenta con vagabundos. También descubren al comisario director de investigaciones casi agonizando y deciden escapar. Es atacado por humanos pequeños y deformes, resultado de los experimentos de SKX. Al final es capturado por Dorland y obligado a pelear en una jaula, junto a su antiguo director. Justo al final, es rescatado nada más y nada menos que por SKX, aunque este jura descubrir el "secreto" que Ethan guarda en su cuerpo. Ethan descubre que la organización Oro está sembrando el caos utilizando extraños artefactos a gran escala de ultrasonido para enloquecer a la población, en la que varias facciones se ven implicadas, por llamarlo de alguna manera los protestantes (Vanhorn, el comisario y varios más) contra la "secta" Oro, así que Ethan decide ir al centro neurálgico de operaciones de Oro a detenerlos, abriendo paso a un final abierto para una tercera entrega.

## Recepción
El videojuego vendió más de 55,000 unidades a la semana de su estreno. En América, el juego debutó vendiendo 560,000 unidades, mientras que en Europa vendió 15.000 Condemned 2 fue nominado por GameStrack Awards en la categoría del "Juego Más Esperado Del 2008". El 19 de noviembre de 2008, este videojuego ganó un premio en los "GameVideo Awards 2008", perteneciente a la categoría de mejor sonido.
En la actualidad, se lo considera uno de los juegos de terror mejor valorados por los usuarios.